# Cais
Caisul (Prunus armeniaca, în Latină, sinonim Armeniaca vulgaris Lam.) e o specie de Prunus, clasificat împreună cu prunul în subgenul Prunus. Aria de răspândire nativă e oarecum nesigură datorită  cultivării extensive încă din preistorie, dar cel mai probabil e originar din nordul și vestul Chinei si Asiei centrale, posibil de asemenea Coreea și Japonia.. Caisul este un pom fructifer, ce aparține de familia Rosaceae, genul Prunus.

## Morfologie
Caisul este un pom de mărime mijlocie cu o coroană largă și deasă. Frunzele au formă lanceolată cu o lungime medie de 8 cm. Florile sunt de culoare albă sau rozalie. Fructele cărnoase care pot fi acoperite de peri, sunt de culoare galben portocalie, cu nuanțe roșii și au în centru un sâmbure dur.

## Areal de răspândire
Caisul provine din China de Nord, regiune situată aproape de granița cu Rusia. În Armenia, de unde este cunoscut ca „Prunus armeniaca”, va ajunge numai peste 3000 de ani, după ce a apărut deja în regiunile din Asia Centrală. Caisul a fost adus de romani în Anatolia și Europa. Regiune tradițională pentru cultivarea caisului este Câmpia Ungară care a fost extinsă în perioada ocupației otomane. Caisul fiind adecvat pentru regiuni calde cu climă uscată, a început prin secolul XIX cultivarea lui în regiunile nisipoase de deșert, ca Spania și Italia, fiind cultivat de asemenea în Tirol, Wachau, cantonul Wallis (Elveția). Cele mai mari culturi de cais se află în regiunea Malatya (Turcia) pe cursul superior al Eufratului.

## Producători principali
| Cei mai importanți 10 producători — 2005 (mii de tone) | Cei mai importanți 10 producători — 2005 (mii de tone) |
| ------------------------------------------------------ | ------------------------------------------------------ |
| Turcia                                                 | 390                                                    |
| Iran                                                   | 285                                                    |
| Italia                                                 | 232                                                    |
| Pakistan                                               | 220                                                    |
| Grecia                                                 | 196                                                    |
| Franța                                                 | 181                                                    |
| Algeria                                                | 145                                                    |
| Spania                                                 | 136                                                    |
| Japonia                                                | 123                                                    |
| Maroc                                                  | 103                                                    |
| Siria                                                  | 101                                                    |
| Total                                                  | 1916                                                   |
| Sursă:                                                 |                                                        |

## Sâmburele de caisă
Sâmburele de caisă este cunoscut pentru conținutul de amygdalin, o glicozidă toxic cyanogenica.
Semințele sau sâmburii de caise cultivate în Asia Centrală și în jurul Mediteranei sunt atât de dulci încât acestea pot înlocui migdalele.  Lichiorul Italian Amaretto și biscuiții amaretti  sunt aromați cu extract de sâmburi de caise, mai degrabă decât cu migdale. Uleiul presat de la aceste soiuri este folosit ca ulei de gătit. 
Sâmburii de caise pot fi, uneori, cu gust puternic și amar. Se folosesc în rețete pentru gem de caise, biscuiți italieni și lichior Amaretto. Consumați în exces, aceștia pot produce simptome ale intoxicației cu cianură, inclusiv greață, febră, erupții cutanate, dureri de cap, insomnie, creșterea setei, slăbiciune, letargie, nervozitate, diverse dureri articulare și musculare, scădere a tensiunii arteriale.
În anul 1993, Departamentul Statului New York pentru Agricultură și Piețe a testat conținutul de cianura a două  pachete de sâmburi de caise de 250 gr., importate din Pakistan, care au fost vândute în magazinele alimentare de sănătate, ca o gustare. Rezultatele au arătat că fiecare pachet, dacă este consumat în totalitate, conține cel puțin dublul dozei minime letale de cianură pentru un om adult. Pachetele au fost scoase din magazine. În ciuda acestui fapt, nu au existat decese în Statele Unite ale Americii și doar 1 toxicitate gravă provocată de sâmburi de caise a fost  raportată intre 1979 și 1998. În medie, un sâmbure de caisă conține aproximativ 0,5 mg de cianură.

## Galerie imagini

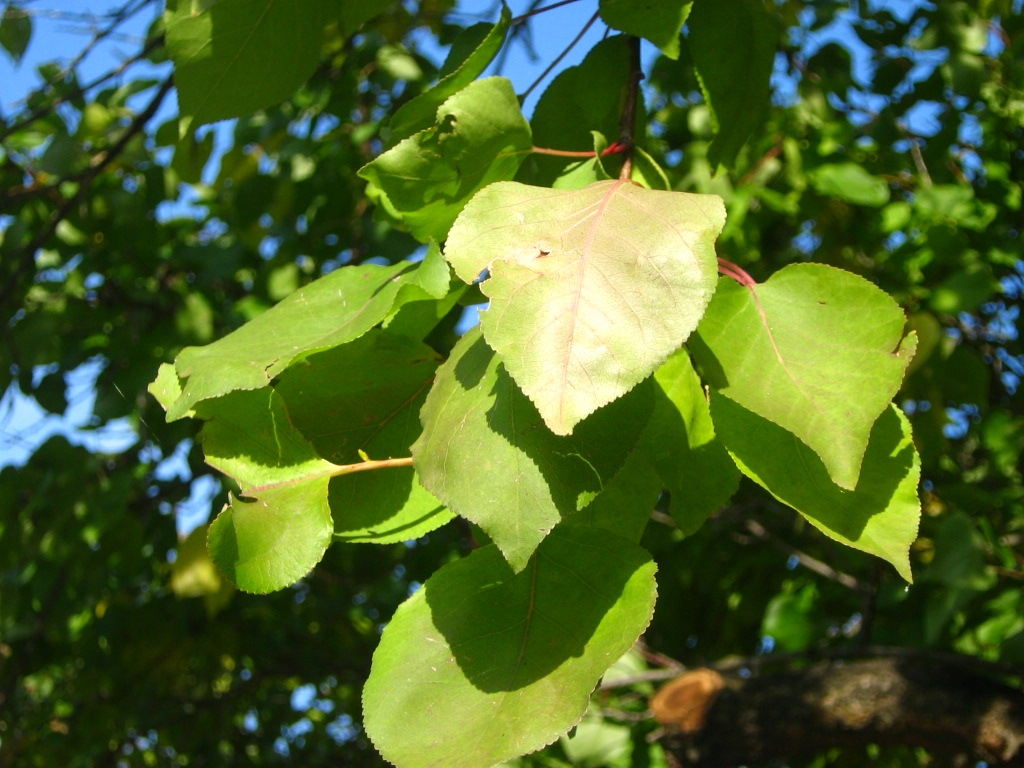
Frunze de cais
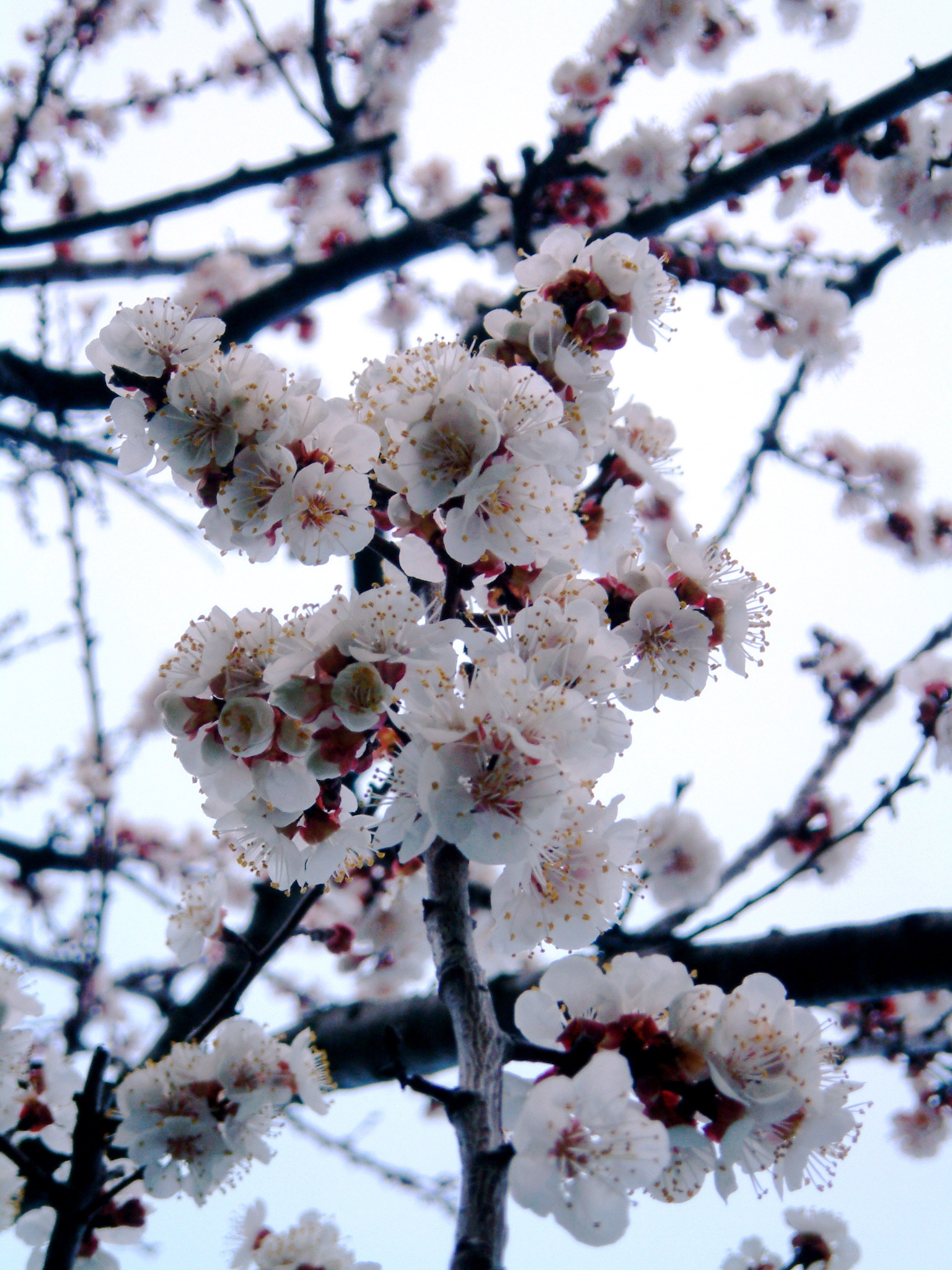
Flori de cais
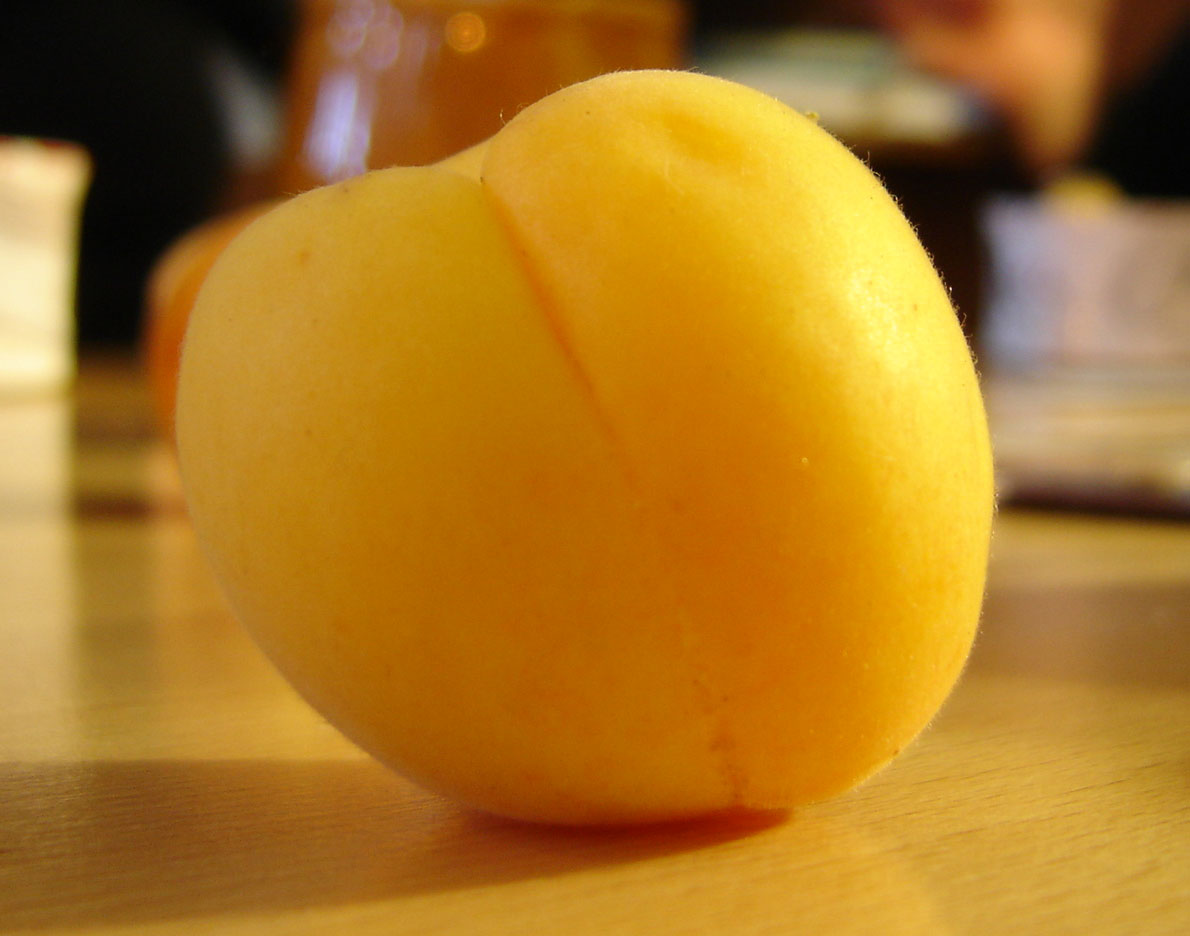
Caisă